# Paradicta rotunda
Paradicta rotunda är en kackerlacksart som beskrevs av Philippe Grandcolas 1992. Paradicta rotunda ingår i släktet Paradicta och familjen jättekackerlackor.
Artens utbredningsområde är Franska Guyana. Inga underarter finns listade i Catalogue of Life.